# 20-летия Независимости (Кушониёнский район)
20-летия Независимости (тадж. 20-солагии Истиқлолият; до 2012 года — 18-Годовщина) — село в Кушониёнском районе Хатлонской области Республики Таджикистан. Входит в состав джамоата (сельской общины) Сарвати Истиклол Кушониёнского района.
Находится на расстоянии 19 км от райцентра (пгт. им. Исмоила Сомони) и 7 км до центра общины (с. им. Сироджа Фаттоева).
Население — 1432 чел. (2017).